# ماکاریوس مصری
ماکاریوس مصری (زبان یونانی: Ὅσιος Μακάριος ὁ Αἰγύπτιος؛ حدود ۳۰۰ – ۳۹۱) قدیس مسیحی اهل روم باستان بود. او همچنین به عنوان ماکاریوس بزرگ شناخته می‌شود.